# Megapodius tenimberensis
El talégalo de Tanimbar (Megapodius tenimberensis) es una especie de ave galliforme de la familia Megapodiidae.

## Distribución
Es endémico de las Molucas: se encuentra en las islas Tanimbar.

## Hábitat y estado de conservación
Habita en bosques de hoja perenne.
Las principales amenazas son la pérdida de hábitats y la caza.